# Dicraspeda
Dicraspeda is een geslacht van kevers uit de familie van de loopkevers (Carabidae). De wetenschappelijke naam van het geslacht is voor het eerst geldig gepubliceerd in 1862 door Chaudoir.

## Soorten
Het geslacht Dicraspeda omvat de volgende soorten:
- Dicraspeda bellorum Baehr, 2009
- Dicraspeda bispinosa Darlington, 1968
- Dicraspeda brunnea Chaudoir, 1862
- Dicraspeda brunneipennis (Sloane, 1917)
- Dicraspeda cheesmanae Baehr, 2009
- Dicraspeda denticulata Baehr, 1997
- Dicraspeda dubia (Gestro, 1879)
- Dicraspeda glabrata Baehr, 2003
- Dicraspeda glabripennis Baehr, 2006
- Dicraspeda intermedia Baehr, 1997
- Dicraspeda kokodae Baehr, 2009
- Dicraspeda laticollis Baehr, 1997
- Dicraspeda longiloba (Liebke, 1938)
- Dicraspeda nitida (Sloane, 1917)
- Dicraspeda obscura (Castelnau, 1867)
- Dicraspeda obsoleta Baehr, 1996
- Dicraspeda ophthalmica Baehr, 2009
- Dicraspeda quadrispinosa Chaudoir, 1869
- Dicraspeda sublaevis (Macleay, 1888)
- Dicraspeda subrufipennis Baehr, 2006
- Dicraspeda vandeveldeae Baehr, 2009
- Dicraspeda violacea (Sloane, 1907)